# Im Bann des Voodoo
Die drei ??? – Im Bann des Voodoo ist ein deutscher Jugendkriminalroman von André Minninger aus dem Jahre 1998. Es handelt sich um den 79. Band der Reihe Die drei ??? und die zweite von Minninger dafür verfasste Geschichte. In dieser helfen die jugendlichen Protagonisten Justus Jonas, Peter Shaw und Bob Andrews einem erfolgreichen Musikproduzenten, der durch ihm zugespielte Voodoo-Puppen bedroht wird. Das gleichnamige Hörspiel erschien im selben Jahr beim Label Europa.

## Handlung
Bob Andrews befindet sich in einer öffentlichen Sauna, in der einer der Gäste plötzlich keine Luft mehr bekommt. Als Bob ihn nach draußen schafft, normalisiert sich dessen Lage wieder, der Betroffene schlägt den Vorschlag, einen Arzt zu holen, aus. Bob erfährt, dass es sich bei dem Mann um Al Parker, einen sehr erfolgreichen Musikproduzenten handelt, der vor allem durch die bekannte Boyband Wet Boys bekannt ist. Diese gilt als eine der angesagtesten Hip-Hop-Gruppen in den Vereinigten Staaten und hat neulich mit ihrem Lied „It's all on the surface'“ einen großen Knaller gelandet. Parker geht auf Bobs Nachfrage, was genau in der Sauna geschehen ist, nicht näher ein, bietet dem Jungen aber an, ihn als Dank für seine Hilfe einmal mit seinen Freunden in seinem Musikstudio besuchen zu dürfen. Als Bob danach sein Handtuch aus der Sauna holt, stößt er dort auf eine unheimliche Puppe, deren Gesicht sichtlich dem von Al Parker nachempfunden wurde.
In der Zentrale berichtet Bob seinen beiden Detektiv-Kollegen Justus Jonas und Peter Shaw davon, die beide sowohl Interesse an dem Fall als auch an einem Besuch in Parkers Studio, einem der modernsten in ganz Kalifornien, haben. Sie machen einen Termin aus und besuchen am nächsten Tag Parker, der in einem Haus in Thousand Oaks wohnt. Dort zeigen sie ihm die merkwürdige Puppe, die Parker sogleich in helle Panik versetzt. Nachdem er sich wieder beruhigt hat, berichtet er davon, dass er in letzter Zeit immer wieder solche Puppen zugespielt bekommt, die bei ihm Atembeschwerden und Herzrasen auslösen. Genau dies habe sich auch in der Sauna ereignet. Es handele sich dabei um Voodoo-Puppen, wie er von Jessica Stevens erfahren hat, einer Frau in der Nachbarschaft, die Professorin für Anthropologie und Expertin für afroamerikanische Religionen ist. Jemand versucht damit offensichtlich, Parker fertigzumachen; dieser kann sich jedoch nicht vorstellen, wer dahinter stecken könnte: er habe – wie viele in der Branche – zwar Neider, aber keine wirklichen Feinde. Die Jungen eröffnen ihm, dass sie Detektive sind, und Parker beauftragt sie damit, sich des Falles anzunehmen.
Sie informieren sich über Voodoo auf Haiti und erfahren, dass Zauberei in dieser Religion nur wirkt, wenn der Betroffene daran glaubt. Dies trifft auf Parker aber nicht zu, der von sich selbst sagt, dass er bis zu den jüngsten Vorfällen all das als lächerlich abgetan hat. Bei einem weiteren Besuch beim Musikproduzenten können die Jungen einen Fototermin mit den Wet Boys miterleben, sind jedoch sehr enttäuscht, da die drei jungen Rap-Künstler sehr eitel und überheblich auftreten. Als sie im Studio etwas mit Parker besprechen, hören die Jungen sie über das Mischpult ab und bekommen mit, dass einer der Wet Boys mehr Geld will, weil er sonst ein Geheimnis ausplaudern könnte. Joan, ihre Visagistin, bemerkt das Abhören jedoch und stellt die drei Detektive zur Rede; sie erzählt ihnen daraufhin die Hintergründe: Es ginge um neue Autogrammkarten, denn auf den alten befinde sich ein schlimmer Fehler: Bei einem der Jungen ist der dunkle Haaransatz zu erkennen, obwohl die Wet Boys ihrer Anhängerschaft gegenüber immer beteuert haben, alle natürlich blondes Haar zu haben. Da der Fototermin sich deutlich in die Länge zieht, brechen die drei Fragezeichen auf.
Bei ihrem nächsten Besuch wollen die drei Detektive Parker zur Rede stellen, da ihnen die Geschichte von Joan seltsam vorkam: Es war eindeutig zu verstehen, dass es um Geld geht und nicht um die Zahl neu gedruckter Autogrammkarten. Da der Musiker jedoch übermüdet ist, verzichten sie vorerst darauf. Sie bemerken plötzlich, dass auf dem Herd ein Topf mit Wasser kocht, obwohl diesen niemand draufgestellt hat, und finden dort im Wasser eine weitere Puppe, sogleich setzen bei Parker wieder die gewohnten Symptome ein. Der Puppe ist diesmal eine handschriftliche Drohung beigefügt. Die drei Detektive sprechen nun auch Parker auf den Vorfall gestern im Studio an, als plötzlich Mrs. Stevens, die Frau aus der Nachbarschaft, erscheint. Da ihr Mann gestorben kürzlich gestorben ist, trägt sie einen schwarzen Trauerflor, da sie zudem vor Jahren bereits ihren Kehlkopf verloren hat, hat sie ein technisches Gerät bei sich, das ihren Kehlkopf ersetzt, die Stimme ist jedoch nicht mehr sehr menschenähnlich. Sie meint, dass es jemand auf Parkers Leben abgesehen hat, er habe vermutlich irgendjemand geschadet, der sich nun an ihm rächen will. Parker kann sich jedoch nicht vorstellen, wer dahinter stecken könnte. Mrs. Stevens meint auch, dass der Unbekannte bereits seht weit gegangen ist und daher bald zum endgültigen Stich mit einer Nadel ins Herz übergehen wird. Nachdem Mrs. Stevens fort ist, klingeln drei etwas heruntergekommen wirkende Jungen bei Parker, der ihnen zuerst nicht aufmachen will. Er stellt sie den drei Fragezeichen als Background-Sänger vor, die die Wet Boys bei der Aufnahme unterstützen. Da er vermutet, dass sie mit ihm über ihr Gehalt reden möchten, sollen Justus, Peter und Bob später wiederkommen.
Da Mrs. Steven zuvor meinte, Parker könne seine Wohnung mit Stolperdraht auslegen, wenn er denke, dass es sich um keine übernatürliche Sache handelt, beschließen die drei Jungen, diesen zu besorgen und die Nacht ins Parkers Haus zu verbringen. In der Nacht kommt es erneut zu einem Vorfall: Eine dunkle Gestalt schleicht sich in Parkers Schlafzimmer und wirft diesem eine Puppe in das Bett. Die Stolperdrähte am Boden stellen für sie kein Hindernis dar. Peter setzt im Dunkeln, da der Fremde die Sicherung herausgedreht hat, zur Verfolgung an, stolpert jedoch über einen der Drähte, sodass der Angreifer entkommen kann. Die Jungen folgern daraus, dass der Fremde sich sehr gut im Haus auskennen muss, wenn er sogar weiß, wo der Sicherungskasten ist und auch die Fallen ihm nichts ausmachen.
Justus, der inzwischen weiß, was gespielt wird, konfrontiert Parker nun mit der Wahrheit: Die drei angeblichen Background-Sänger sind in Wirklichkeit die echten Wet Boys, die Jungen im Studio hingegen sind nur Fotomodelle, die bei Auftritten nur ihre Lippen auf der Bühne bewegen. Parker bestätigt dies niedergeschlagen und erklärt, dass dies die Idee der Plattenfirma war, um die Erwartungen von Jugendlichen besser zu erfüllen. Er gibt schließlich zu, dass die drei Jungen und ihre Visagistin ihn seit einiger Zeit damit erpressen und immer höhere Geldforderungen vorbringen. Justus sieht auch einen Zusammenhang zu den Voodoo-Puppen, denn Mrs. Stevens hatte den drei Jungen an der Türe gefragt, ob sie die Wet Boys seien, dieselbe Frage hatte sie auch in der Küche zuvor schon den drei Fragezeichen gestellt. Dass es sich bei ihr um keine echte Anthropologin handeln kann, weiß Justus, da sie bei ihren Ausführungen Vishnu als Hauptgott der afroamerikanischen Religionen bezeichnete, obwohl dieser aus dem indischen Pantheon stammt und nichts mit Voodoo zu tun hat. Parker fällt nun plötzlich siedendheiß ein, wer hinter all dem stecken könnte: William Needle, ein Bekannter von ihm, der behauptet, dass er am zweiten Album der Wet Boys großen Anteil hatte, und erstreiten wollte, für seine angebliche Mitarbeit entsprechend vergütet zu werden – es ging um nicht weniger als 250.000 US-Dollar. Obwohl die Plattenfirma sich hinter Parker stellte, wurde beschlossen, das entstandene Werk nicht zu veröffentlichen, da Needle sonst eine einstweilige Verfügung erwirken hätte können, dass das Album bis zur Klärung der genauen Rechtslage vom Markt genommen wurde. Needle, so Parker, sieht in ihm offenbar jemanden, der ihn um sehr viel Geld gebracht habe. Parker muss schließlich auch feststellen, dass das Masterband der damaligen Produktion gestohlen worden ist.
Die drei Fragezeichen suchen Needle auf, der jedoch gerade im Aufbruch begriffen ist und ankündigt, dass er nun auf dem gerichtlichen Weg das ihm zustehende Geld erhalten wird. Die Jungen brechen mit Peters Dietrich in dessen Wohnung ein und sehen ihren Verdacht einer Beziehung zwischen dem Voodoo-Zauber und Needle bestätigt: Sie finden nicht nur Jute-Materialien, aus denen die Puppen hergestellt werden, sondern auch die schwarze Verkleidung und das Stimmgerät: Bei Mrs. Stevens handelt es sich um niemand anderen als den verkleideten Needle. Sie finden auch ein Nachtsichtgerät, das erklärt, wie Needle es schaffte, sich im dunklen Haus trotz Stolperdraht zu bewegen. Die drei Detektive finden auch das Masterband wieder, Justus macht zudem eine erschreckende Entdeckung: Needle benutzt Panipharm, ein Mittel, das die Herzpumpe wieder in Schwung bringt. Ist die Dosis zu hoch, bekommt man davon kurzzeitig starkes Herzrasen. Dies hat Needle eingesetzt, um die Wirkung bei Parker hervorzurufen, wenn dieser die Puppen erhält. Da der Produzent sehr genaue Teezeiten besitzt, die er kleinlich einhält, konnte Needle genau berechnen, wann er die Puppen erscheinen lassen muss.
Die Jungen klären ihren Auftraggeber darüber auf und beschließen, Needle eine Falle zu stellen. Als dieser gegen Mittag im Studio auftaucht, um seine Forderung nochmals zu wiederholen, bietet Parker diesem einen Tee an. Needle schüttet eine große Dosis Panipharm in einem günstigen Augenblick hinein und zieht dann eine Puppe und eine Nadel hervor, um Parker dazu zu bringen, eine Abtrittserklärung zu unterzeichnen. Parker hatte jedoch die Teetassen vertauscht, sodass nun Needle die Wirkung des Medikaments heftig zu spüren bekommt. Die Jungen informieren daraufhin die Polizei. Al Parker verkündet anschließend, dass er nun gedenkt, den Schwindel um die Wet Boys auffliegen zu lassen und mit den richtigen Musikern ein neues Projekt ins Leben zu rufen. Spaßeshalber meint er, dass er diese neue Gruppe „Die drei ???“ nennen könnte, doch Justus erwidert daraufhin, dass sie auf diesen Namen lebenslänglich ein Copyright besitzen.

## Unterschiede zwischen Buch und Hörspiel
Das Hörspiel folgt der Buchvorlage sehr genau, entfernt wurden allerdings die Verlegung des Stolperdrahts, die Übernachtung der Jungen in Parkers Haus sowie das gestohlene Masterband.
Der Hit der Wet Boys heißt im Buch „It's all on the surface“, im Hörspiel wurde daraus „Mehr Sein als Schein“ – diese Übersetzung wurde bereits im Buch genannt. Das Lied ist auch im Hörspiel zu hören und wurde von der Gruppe Fettes Brot eingespielt, die Mitglieder sprachen zudem die Rap-Musiker Bart, Luke und Frank.

## Trivia
- Beim „Film mit Jodie Foster, in dem sie in einem dunklen Keller von einem Mann verfolgt wurde, der sie trotz absoluter Finsternis immer wieder aufspüren konnte“, wie Peter es beschreibt,[1] handelt es sich um die Romanverfilmung Das Schweigen der Lämmer von 1991.

## Ausgabe
- André Minninger: Die drei ??? – Im Bann des Voodoo, Kosmos, Stuttgart 1998.